# Siam Commercial Bank
Siam Commercial Bank — старейший и третий крупнейший коммерческий банк Таиланда. Штаб-квартира банка расположена в Бангкоке. Крупнейшими акционерами являются Бюро собственности короны (23,35 %) и Министерство финансов Таиланда (23,1 %). В списке крупнейших публичных компаний мира Forbes Global 2000 за 2021 год занял 791-е место (в том числе 347-е по активам).
Коммерческий банк Сиама был учреждён королевской хартией от 30 января 1907 года. До этого он с 4 октября 1904 года неофициально работал под названием «Книжный клуб»; инициатором его создания был брат короля Рамы V. В 1976 году его акции были размещены на Фондовой бирже Таиланда. Во время Азиатского финансового кризиса 1997 года банку потребовалось рефинансирование со стороны Мастерства финансов Таиланда, после чего оно стало вторым крупнейшим акционером.
Сеть банка насчитывает 811 отделений и 9164 банкоматов в Таиланде, а также 6 зарубежных отделений (КНР, Гонконг, Сингапур, Вьетнам, Лаос, Острова Кайман и два дочерних банка: The Siam Commercial Bank Myanmar (Мьянма) и Cambodia Commercial Bank (Камбоджа). Зарубежные операции приносят около 2 % выручки.
Активы на конец 2020 года составили 3,28 трлн батов ($100 млрд), из них 2,13 трлн пришлось на выданные кредиты. Принятые депозиты составили 2,42 трлн батов.